# Idioma vehes
El vehes es una lengua oceánica de la provincia de Morobe, Papúa Nueva Guinea.